# Kermestein
Huis Kermestein was een adellijk huis met dubbele grachten nabij Lienden, behorend tot de gemeente Buren, in de Nederlandse provincie Gelderland.

## Bouwgeschiedenis
Uit de kadastrale tekening van 1824 blijkt dat het terrein trapeziumvormig was en 68 bij 53 meter mat. De hoofdburcht bestond uit een T-vormig huis met uiterste maten van 13 bij 11 meter. Uit een foto van rond 1875 blijkt dat het huis twee verdiepingen en haaks op elkaar staande zadeldaken had. De twee vleugels van het huis waren van ongelijke hoogte wat duidt op meerdere bouwfasen. De voorburcht had een trapeziumachtige vorm van 40 bij 32 meter en bevatte een langgerekt gebouw van een verdieping met een mansardedak. Zowel hoofdburcht als voorburcht waren omgracht. Er zijn geen zichtbare resten van het voormalige adellijke huis of van het middeleeuwse kasteel. Op het voormalige voorburchtterrein staat nu een woning, de rest van het terrein is vlak en wordt gebruikt als tuin.

## Bezitters
Het goed Kermestein was een leen van de heren van Lienden en vanaf 1656 van de heren van Culemborg. Het huis werd in dit jaar omschreven als het hoge huis Kermesteijn met zijn boomgaarden, hoven, singels, grachten en driften, groot 4 morgen, met zijn achterlenen, erfpachten, cijnsen en de nieuwe weide buitendijks. In 1456 was het reeds in het bezit van het geslacht Van Brakell. Het adellijk huis werd door Cornelis van Brakell in de eerste helft van de 16e eeuw gebouwd (of herbouwd) terwijl een van zijn voorvaderen, Johan van Brakell, al in 1436 als heer van Kermestein wordt vermeld. De familie Van Brakell bleef tot 1714 eigenaar. In dat laatste jaar liet Johan Frederik van Brakell het na aan zijn zuster Dorethea Henriëtte van Brakel die gehuwd was met Abraham de Pagniet waardoor Kermestein in bezit kwam van het geslacht De Pagniet. 
Na de dood van Abraham vererfde Kermestein in 1724 op diens zoon Carel Lodewijk de Pagniet die in 1789 opgevolgd werd door zijn zoon Reinier Johan Christiaan. In 1803 werd het verkocht aan Willem van Brughem waarna in 1825 huis met stallen, koetshuis en tuinmanswoning verkocht werd aan familie van der Mey. Tot 1840 werd Kermestein bewoond door Jhr. Jean Charles Francois de Meij van Streefkerk. Als het 1840 te huur aangeboden wordt is het omschreven als een landgoed met een groot huis dat 10 kamers met een grote zaal, een keuken en kelders bevat. Bij het huis stonden een stal en een koetshuis. Bij de huur van f. 700 's jaars waren twee kerkbanken inbegrepen.
In 1848 wordt het te koop aangeboden als 'riddermatig, rentegevend landgoed met kasteel, stallingen, koetshuis en tuinmanswoning en ruim 17 bunder grond'. Rond 1855 is Johan Frederik Veeren, dan burgemeester van Lienden, eigenaar. Kermestein werd na het overlijden van de laatste eigenaar, de makelaar Willem Jacobus Scheurleer (1809-1877), lid van de familie Scheurleer, in 1879 gesloopt. Het was toen nog slechts een boerenhoeve.

## Bijzonderheden
Op 1 september 1836 overleed het Tweede Kamerlid en wetenschapper Jacob Maurits Carel Baron van Utenhove van Heemstede tijdens een verblijf op het kasteel. Koning Willem III bezocht Huize Kermestein na de Watersnood van 1855, toentertijd bewoond door de familie Veeren.
Aalst · Aardenburg · Acquoy · Aerdt · Agistaldaburg · Ahof · Aldenhaag · Aller · Ambe · Ammersoyen · Ampsen · Andelst · Angeroyen · Appelburg · Appelse walburg · Appeltern · Arler · Baak · Babberich · Baer · Baerle · Bakerbosch · Balgoij · Barlham · Batenburg · Beek · Beerenclaauw · Bemmel · Bevervoorde · Bergh · Biljoen · Bingerden · Blankenborg (Laren) · Blankenborg · Blauwe Huis · Blokhuis (Ravenswaaij) · Boelenham · Boetselaersborg · Borculo · Boswaai · Brakel · Den Brakel · Den Bramel · Bredevoort · Broekhuizen · Bronkhorst · Bruchem · Bruinhorst · Brunsberg · Bulkestein · Bunswaard · Burcht van Tiel · Buren · De Buurse · Byland · Byvanck · Caetshage · Camphuysen · De Cannenburch · de Cloese · Coldenhove · Culemborg · Dedinckweerd · Delwijnen · Didam · Diepenbroek · Hof te Dieren · Huis Dijck · Dikke Tinne · Doddendaal · Dodewaard · Doornenburg · Doornik · Doorwerth · Dooyenburg · Dorth · Doseburg · Drakenburg · Dreumel · Druten · Duivelshuis · Eerbeek · De Ehze · Elburg · Eldrik · Emmerik · Engelenburg · Groot Engelenburg · Engelrode · Enghuizen (Hummelo) · Enghuizen (Zevenaar) · Enspijk · De Essenburgh · Essenpas · Est · Fokkinck · Gameren · Geerestein · Geldermalsen · De Gelderse Toren · Geldersweerd · Gellicum · Gendt · Gennepestein · Glindhorst · Goudenstein · ‘s-Grevenhoef · Groot Hell · Groenlo · Groesbeek · Huis te Groesbeek · Grunsfoort · Gulden Spijker · Hackfort · Hackforts Veenhuis · Hagen · Hagevoort · Hamerden · Hanepol · Harreveld · Harslo · Hassink · Het Haveke · Hedel · Heeckeren · De Heegh · Hees · De Heest · Hellouw · Hemmen · Hernen · Motte van Hernen · Heumen · Heusden · Hoekelum · Hoekenburg · De Hoeve · De Hof · Hof d'Ooy · Hof van Arkel · Huis het Holt · Holthuis · Het Holtslag · Ter Horst · Houberg · St. Hubertus · Huissen · Hulhuizen · Hulkestein · Hulsen · Hunneschans bij De Duno · Hunneschans bij Uddel · Jonker Bloo · 't Joppe · De Kamp · Karssenberg · Kemnade · Keppel · Kermestein · Kernhem · Kervel · Kiefskamp · De Kinkelenburg · Klein Enghuizen · Kleverburg · Kortenhoeve · Laag Helbergen · Lakenburg · Landfort · Langen · Latenstein · De Lathmer · Lathum · Ter Lede · Leegpoel · Leemcuyl · Leeuwen · Leeuwenbergh · Lensenburg · Lent · Leur · Leuvenum · Leyenburg · Lichtenvoorde · Lievenstein · Loenen · Loevestein · Loil · Loowaard · Luynhorst · Hof te Maasbommel · Magerhorst · Malburgen · Malderburcht · Malsen · Manhorst · Marhulsen · De Marsch · Marveld · Mathena · Maurik · Medel · Medestein · 't Medler · Meinerswijk · De Mellard · Mensink · Mergelp · Meteren · 't Meyerink · Middachten · Millingen · Mussenberg · Nagelhorst · Nederhagen · Nederhemert · Neerijnen · Huis Neerijnen · De Nesch · Nettelhorst · Nieuwe Blokhuis ·  Nijburg · Nijenbeek · Old Putten · Notenstein · Nye Huis · Olde Spijker · Oldenaller · Oldenhof (Driel) · Oldenhof (Heteren) · De Ooij · Oolde · Oud Oolde · Oosterhout · Ophemert · Opijnen · Oud Ampsen · Oude Blokhuis · Het Oude Loo · Oude Voorst · Oudenborch · Oud-Wisch · Huis te Overasselt · Overeng · Overhagen · Overlaar · 't Oye · Palmestein · De Parck · Persingen · Plekenpol · Ploen · Pluimenburg · Poederoijen · Poelwijck · Poelwijk · De Pol (Dreumel) · Huis de Poll (Huis te Gietelo) · De Poll (Huissen) · Pollenbering · Pollenstein · Puttenstein · Het Raasink · Ravenhorst · De Rees · Ressen · Reuversweerd · Reygersfoort · Rhijnestein · Huis Rijswijk · Rode Toren · Roode Wald · Rosande · Rosendael · Rossum · Rumpt · Ruurlo · Rijsselt · Schadewijk · Schaffelaar · Scherpenzeel · Schoonbroek · Schoonderbeek · Schoonenburg · Schuilenburg · Schuilkerke · Hof te Seelbeek · Sevenaer I · Sevenaer II · Sinderen (Oude IJsselstreek) · Sinderen (Voorst) · Slangenburg · Sleeburg · Slimsijp · De Snor · Soelen · Spaansweerd · Spaldorp · Spijk · Staverden · Sterkenburg · Swanepol · Tarthorst · Teisterbant (Kerk-Avezaath) · Teisterbant (Kerkdriel) · Ter Dicke · Tolhuis · Tolhuis (Tiel) · Tollenburg · Tongerlo · Toren van Wely · Tuil · Ubbergen · Uilenburg (Ewijk) · Uilenburg (Heteren) · Ulenpas · Ulft · Upladen · Valburg · Valkhofburcht · Valkhofpalts · Vanenburg · Varik · Hof te Varsseveld · 't Velde · Velhorst · Verwolde · Vierakker · De Voorst · Voorstonden · Vorden · Vosbergen · Vredenburg · Vredestein (Driel) · Vredestein (Ravenswaaij) · Vuren · Waardenburg · Waddestein · Wadenoijen · Waede · Wageningen · Walfort · 't Waliën · De Wardt · Watergoor · Watermeerwijk · Wayenstein (Huis te Herwijnen) · Well (Huis van Malsen) · Weijenrade · Westenburg · Westerholt · Weurt · De Wiersse · Wijenburg (Echteld) · De Wildenborch · De Wildt · Wilp · Wilperhorst · Winssen · Wisch · Wychen · Wolfswaard · Woolbeek · Yrst · IJzendoorn · Zeeland · Zilveren Spijker · Zuilichem · Zwaluwenburg · Zwanenburg (Heerde) · Zwanenburg (Megchelen)